# Model de representació institucional
El Model de representació institucional (MRI) o també anomenat Model de representació del cinema clàssic (MRC), són una sèrie de convencions o normes estandarditzades que s'adopten en la dècada dels anys 10 codificant el llenguatge cinematogràfic amb la finalitat que el món ficcional proposat ofereixi coherència interna, causalitat lineal, realisme psicològic i continuïtat espacial i temporal.
El concepte està pres de Noël Burch, realitzador, crític i historiador de cinema que va encunyar el terme de MRI l'any 1968 en el seu llibre Praxi du cinéma.

## Característiques del Model de representació del cinema clàssic o institucional
- Secció àurea o regla dels tres terços : concepte pres de finals del segle xv referent a la composició d'un quadre. Les figures principals han d'estar centrades en el quadre o pla. El quadre o pla es divideix en 3 terços horitzontals i verticals i en els quatre punts principals ha de quedar emmarcada la figura principal o allò que tingui rellevància en l'enquadrament.
- Varietat en els moviments de càmera: travellings, panoràmiques…
- Ventall variat d'angulacions de la càmera (referint-se a l'altura a la qual es col·loca la càmera pel que fa al rostre del subjecte)
- Escala de plànols: es supera l'omnipresent pla general i apareixen nous enquadraments permetent que la càmera s'acosti cada vegada més a les figures.
- Augment dels decorats artificials
- Ús de tintats: Es tintava la pel·lícula tota d'un color per indicar un estat, situació o lloc. Per exemple : el verd indicava exteriors enjardinats mentre que el blau la nit i el vermell un incendi. Més tard s'utilitzen plantilles, permetent fer tintats per zones.
- Jerarquia en l'actuació: hi havia un actor principal el qual portava tot el protagonisme al damunt i es caracteritzava per una sobreactuació, i uns actors secundaris que quedaven en un segon terme i eren més naturalistes.
- Tendència en l'actuació cap al naturalisme: abandonant l'exageració a partir de 1920.
- Avanços en el muntatge: es treballa entre muntatge en continuïtat (primer una acció i després una altra), muntatge alternat (escenes intercalades), muntatge paral·lel (dues accions succeeixen alhora) muntatge analític (dins d'una mateixa escena passen de plànol general a pla de detall).
- El raccord: primer es va veure el raccord recolzat, que tracta un fals moviment, ja que es repeteix el mateix moviment en diferents plànols. Més tard es va començar a desenvolupar el raccord en l'eix, i a continuació el raccord d'adreça i de moviment. El més tardà i més complicat és el raccord de mirada.
- Elements transicionals: serveixen per segmentar i ordenar l'obra:
  - Fosa en negre: donar pas als somnis
  - Fosa encadenada: donar pas a un flashbacks
  - Fosa en iris: pas a un altre moment narratiu; també pot donar pas a flashbacks.
  - Cortina: implica pas del temps
- Per donar sentit a les accions: utilitzen el desenfocament o anamórfis (deformació dels cossos) per simular que el personatge s'ha ferit o es troba sota els efectes d'alguna droga. També usaven gelatina o plantilles per jugar amb la imatge.
- Elements narratius: en els orígens del cinema mut trobem com a element per antonomàsia els intertítols i rètols: ètols narratius, descriptius i de diàleg amb la finalitat d'explicar les escenes. Una vegada desenvolupat el sonor l'element principal de narració solia ser la veu del narrador. Pot ser omniscient i extern, un personatge…

## Canvi de MRP a MRI
El Model de representació primitiu (MRP) entrarà en crisi una vegada l'Escola de Brighton experimenti cinematogràficament amb el llenguatge utilitzat en les produccions de l'època. Encara que una sèrie de directors van realitzar grans innovacions en algunes de les seves pel·lícules no es pot considerar que es trenca amb les normes del cinema primitiu. Alguns exemples que permeten veure aquests canvis cap al cinema clàssic són:
- The Miller and the Sweep (1898)
- Imatge que presenta la pel·lícula Naixement d'una nació.Grandma's Reading Glass (1900)
- Mary Jane's Michap (1903)

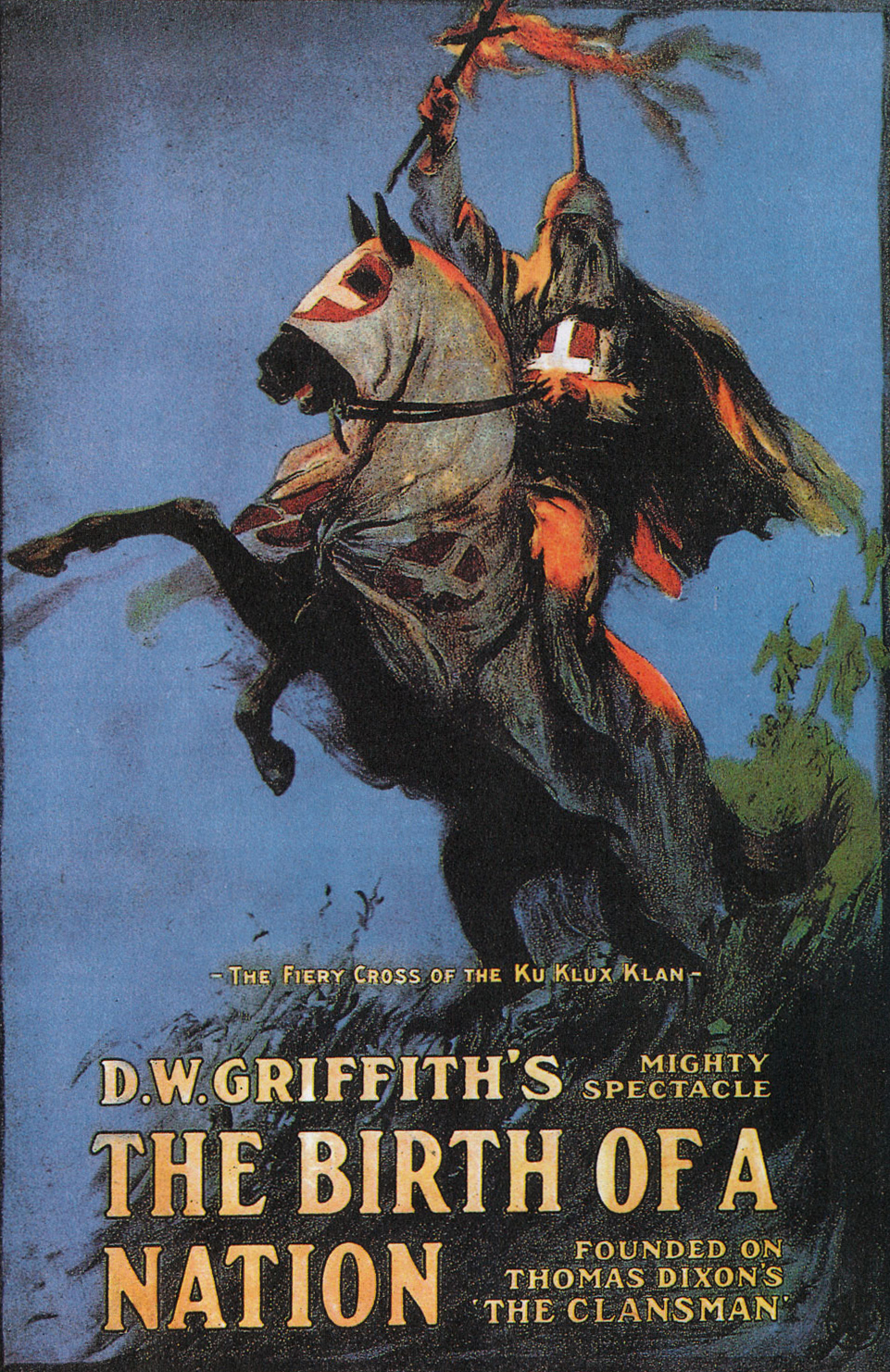
Imatge que presenta la pel·lícula Naixement d'una nació.

La pel·lícula considerada com la primera dins del cinema clàssic és El naixement d'una nació realitzada en 1914 pel director David Wark Griffith, considerat el pare del cinema nord-americà modern. Aquesta producció cinematogràfica, no només presenta una trama realista, històrica i melodramàtica, sinó que també ens ofereix un nou plantejament del llenguatge utilitzat a l'hora de presentar una obra al públic. Les seves característiques úniques són les següents: 
- Alternança de plànols
- Muntatge paral·lel
- La profunditat de camp
- La utilització del fora de camp
- Destrucció de l'autarquia dels plànols
- Moviments de càmera
- Flashback
- Llum artificial